# Coelopleurus undulatus
Coelopleurus undulatus is een zee-egel uit de familie Arbaciidae. De wetenschappelijke naam van de soort werd in 1934 voor het eerst geldig gepubliceerd door Theodor Mortensen.